# Werner Mulertt
Werner Mulertt (* 23. Februar 1892 in Halle an der Saale; † 26. Dezember 1944 ebenda) war ein deutscher Romanist.

## Leben
Mulertt studierte von 1910 bis 1914 in Halle bei Hermann Suchier und Karl Voretzsch, in Berlin bei Heinrich Morf sowie in Besançon. Nach Wehr- und Krankenpflegerdienst von 1914 bis 1918 promovierte er 1918 bei Karl Voretzsch mit Laissenverbindung und Laissenwiederholung in den Chansons de Geste (Halle a.S. 1918) und habilitierte sich 1920 ebenda mit Studien zu den letzten Büchern des Amadisromans (Halle a.S. 1923). 1927 wurde er in Halle zum außerordentlichen Professor für Romanische Philologie ernannt, 1928 lehrte er in gleicher Funktion an der Technischen Hochschule Danzig, 1930 bis 1936 als ordentlicher Professor und Nachfolger von Emil Winkler in Innsbruck und ab 1936 als Nachfolger seines Lehrers Voretzsch in Halle. Er vertrat Lehrstühle an der Universität Wien (1939) und der Universität Berlin (1943), erkrankte Mitte 1944 und starb im Alter von 52 Jahren.

## Werke
- Anleitung und Hilfsmittel zum Studium des Spanischen, Halle a.S. 1922
- Azorín (José Martinez Ruiz). Zur Kenntnis span. Schrifttums um d. Jahrhundertwende, Halle a.S. 1926 (spanisch 1930)
- Lesebuch der älteren spanischen Literatur von den Anfängen bis 1800, Halle a.S. 1927
- Aus der Geschichte der spanischen Sprachreinigungsbestrebungen, in: Homenaje a Bonilla y San Martin. T. 1, Madrid 1927, S. 583–603
- Literarische Frauen-Idealbilder vor und in der italienischen Renaissance, Hamburg 1941